# Aphis
Aphis är ett släkte av insekter som beskrevs av Carl von Linné 1758. Aphis ingår i familjen långrörsbladlöss.

## Bildgalleri

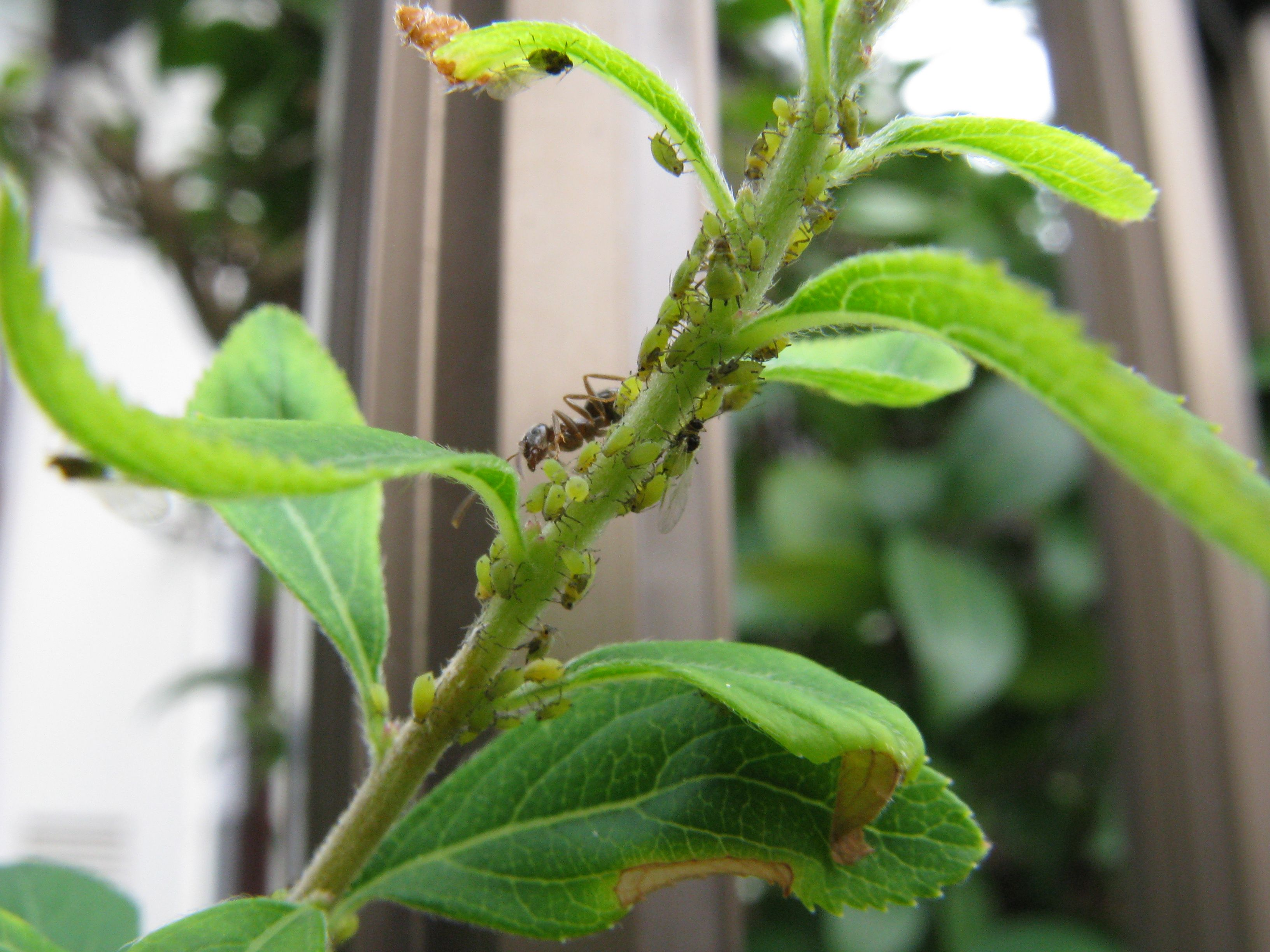
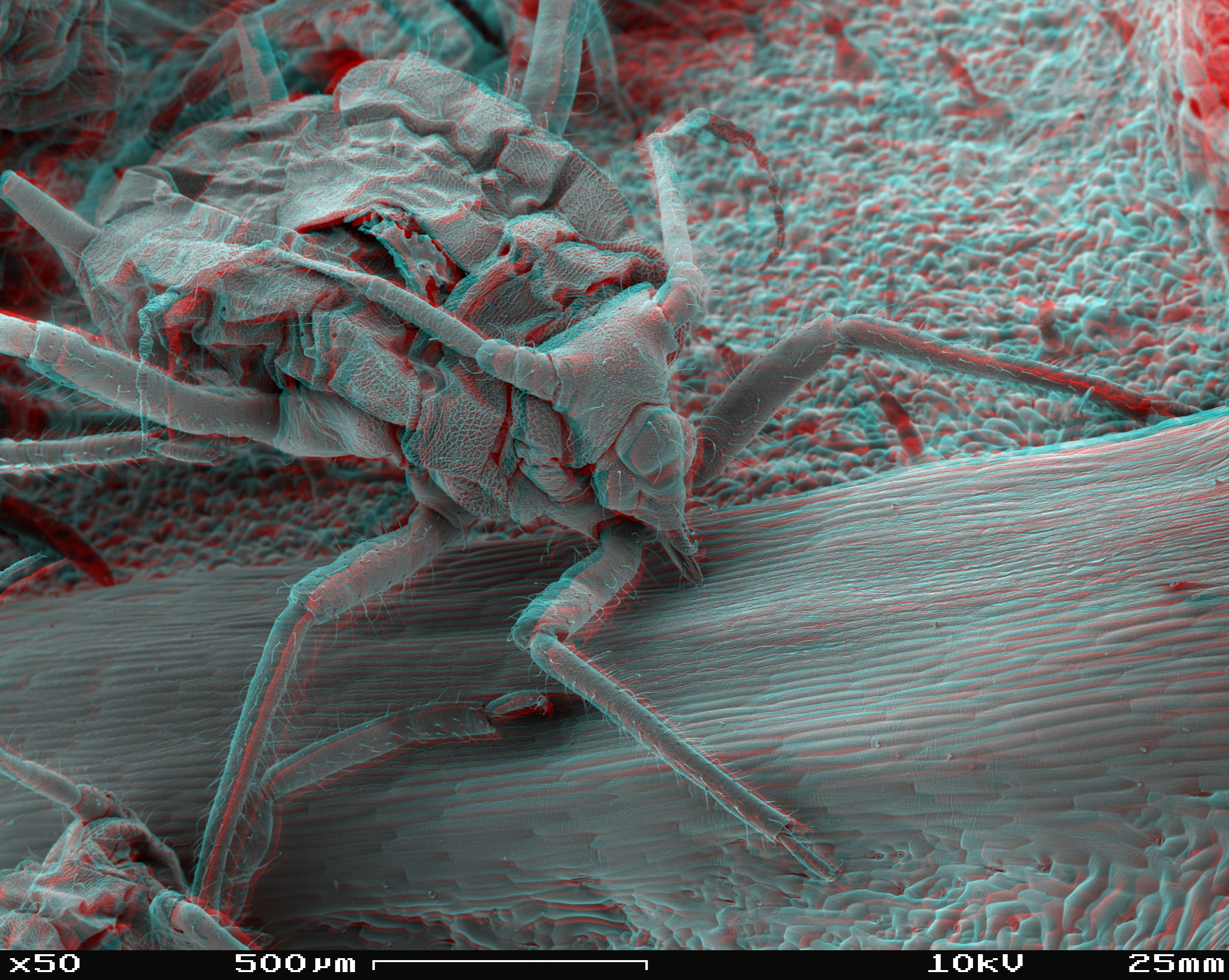
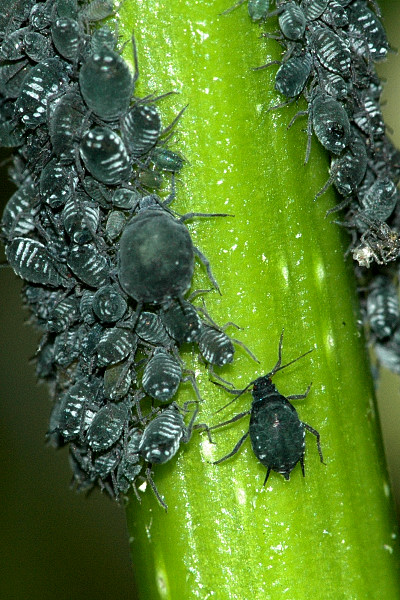
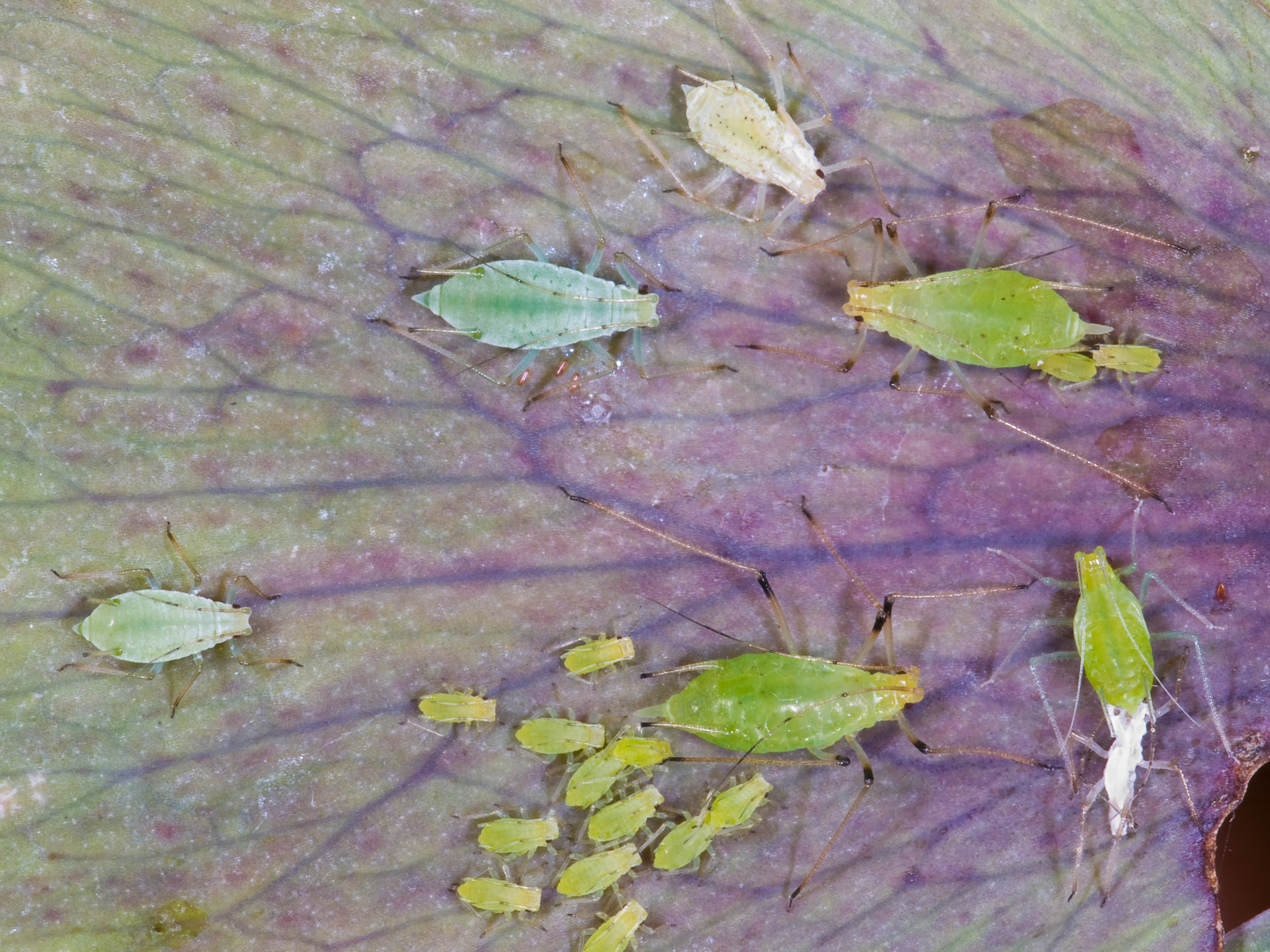
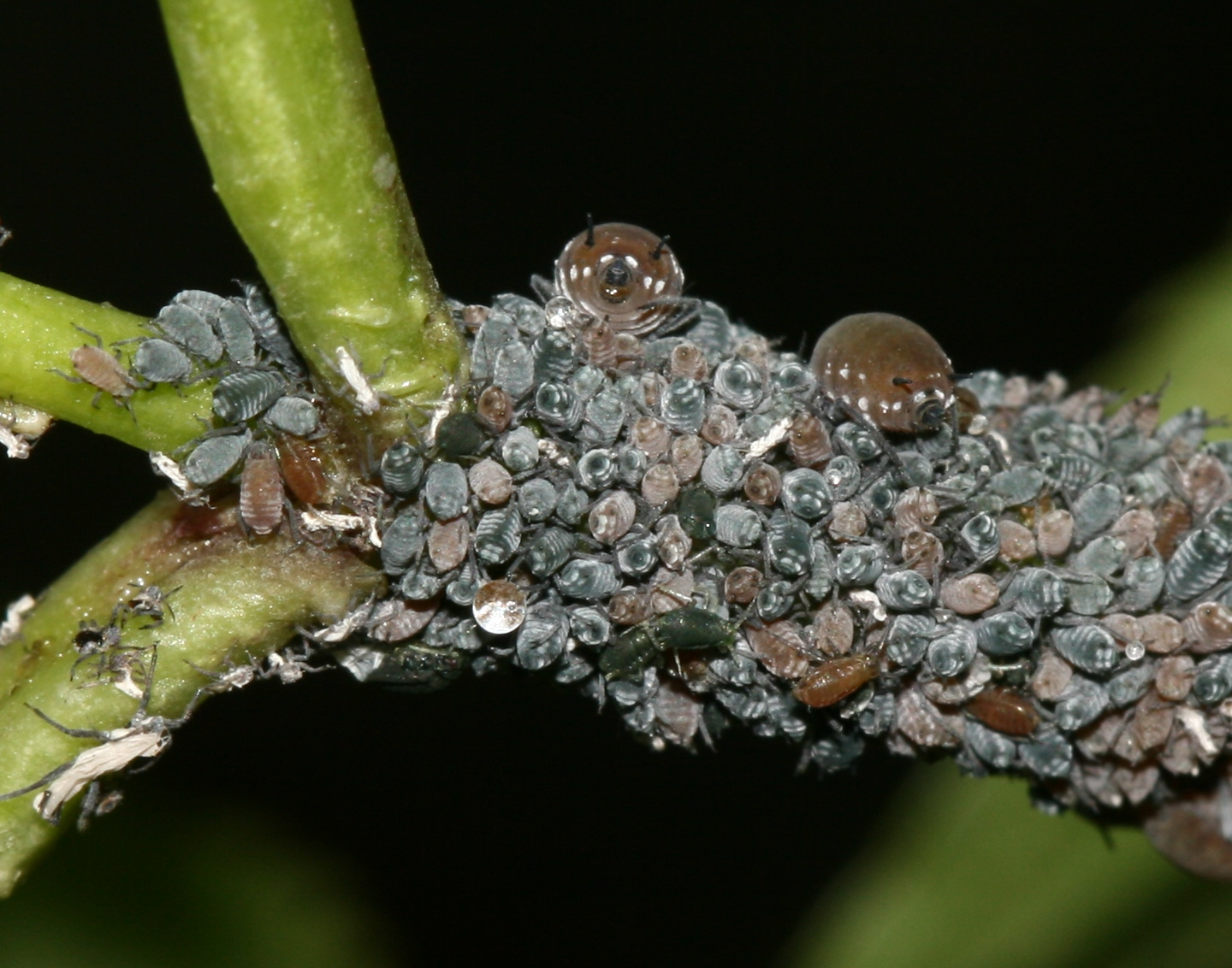
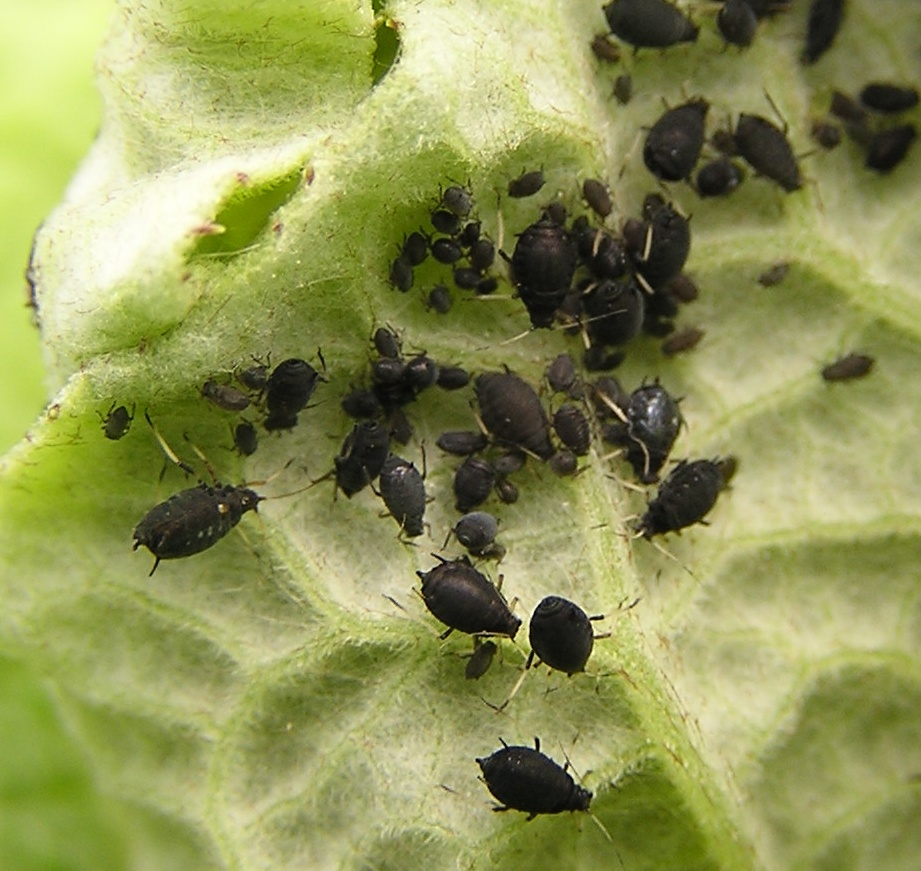

## Dottertaxa tillAphis, i alfabetisk ordning[1][2]
- Aphis aba
- Aphis acaenovinae
- Aphis acanthoidis
- Aphis acanthopanaci
- Aphis acetosae
- Aphis achillearadicis
- Aphis achyranthi
- Aphis acrita
- Aphis adesmiae
- Aphis affinis
- Aphis agastachyos
- Aphis agrariae
- Aphis albella
- Aphis alchemillae
- Aphis alhagis
- Aphis alienus
- Aphis alstroemeriae
- Aphis althaeae
- Aphis amaranthi
- Aphis angelicae
- Aphis antherici
- Aphis apigraveolens
- Aphis apocynicola
- Aphis araliaeradicis
- Aphis arbuti
- Aphis arctiumi
- Aphis argrimoniae
- Aphis armata
- Aphis artemifoliae
- Aphis artemisiphaga
- Aphis artemisiphila
- Aphis artemisivora
- Aphis asclepiadis
- Aphis asclepidis
- Aphis astericola
- Aphis astilbes
- Aphis astragali
- Aphis astragalicola
- Aphis astragalina
- Aphis atromaculata
- Aphis atuberculata
- Aphis aubletia
- Aphis austriaca
- Aphis avicularis
- Aphis axyriphaga
- Aphis axyriradicis
- Aphis baccharicola
- Aphis ballotae
- Aphis berberidorum
- Aphis berlinskii
- Aphis berteroae
- Aphis boydstoni
- Aphis bozhkoae
- Aphis brachychaeta
- Aphis brachysiphon
- Aphis breviseta
- Aphis brevitarsis
- Aphis brohmeri
- Aphis brotericola
- Aphis brunellae
- Aphis brunnea
- Aphis bupleuri
- Aphis bupleurisensoriata
- Aphis cacaliasteris
- Aphis calaminthae
- Aphis caliginosa
- Aphis callunae
- Aphis canae
- Aphis caprifoliae
- Aphis carduella
- Aphis cari
- Aphis caroliboerneri
- Aphis caryopteridis
- Aphis catalpae
- Aphis ceanothi
- Aphis celastrii
- Aphis cephalanthi
- Aphis cerasi
- Aphis cerastii
- Aphis cercocarpi
- Aphis chetansapa
- Aphis chilopsidi
- Aphis chloris
- Aphis chrysothamni
- Aphis chrysothamnicola
- Aphis ciceri
- Aphis cichorea
- Aphis cimicifugae
- Aphis cinerea
- Aphis cirsiioleracei
- Aphis cirsiphila
- Aphis cisti
- Aphis cisticola
- Aphis citrina
- Aphis clematicola
- Aphis clematidis
- Aphis clematiphaga
- Aphis clerodendri
- Aphis cliftonensis
- Aphis clinepetae
- Aphis clinopodii
- Aphis clydesmithi
- Aphis coffeata
- Aphis comari
- Aphis commensalis
- Aphis comodoensis
- Aphis comosa
- Aphis conflicta
- Aphis confusa
- Aphis coprosmae
- Aphis coreopsidis
- Aphis coridifoliae
- Aphis cornifoliae
- Aphis coronillae
- Aphis coronopifoliae
- Aphis costalis
- Aphis coweni
- Aphis craccae
- Aphis craccivora
- Aphis crassicauda
- Aphis crepidis
- Aphis crinosa
- Aphis crypta
- Aphis curtiseta
- Aphis cuscutae
- Aphis cynoglossi
- Aphis cytisorum
- Aphis danielae
- Aphis dasiphorae
- Aphis davletshinae
- Aphis debilicornis
- Aphis decepta
- Aphis dianthi
- Aphis dianthiphaga
- Aphis diluta
- Aphis diospyri
- Aphis dlabolai
- Aphis dolichii
- Aphis dragocephalus
- Aphis droserae
- Aphis duckmountainensis
- Aphis ecballii
- Aphis egomae
- Aphis elatinoidei
- Aphis elegantula
- Aphis epilobiaria
- Aphis epilobii
- Aphis equiseticola
- Aphis erigerontis
- Aphis eryngiiglomerata
- Aphis esulae
- Aphis etiolata
- Aphis eugeniae
- Aphis eugenyi
- Aphis eupatorii
- Aphis euphorbiae
- Aphis euphorbicola
- Aphis explorata
- Aphis exsors
- Aphis fabae
- Aphis farinosa
- Aphis feminea
- Aphis filifoliae
- Aphis filipendulae
- Aphis fluvialis
- Aphis fluviatilis
- Aphis foeniculivora
- Aphis folsomii
- Aphis forbesi
- Aphis frangulae
- Aphis franzi
- Aphis fraserae
- Aphis fukii
- Aphis fumanae
- Aphis funitecta
- Aphis galiae
- Aphis galiiscabri
- Aphis gallowayi
- Aphis genistae
- Aphis gentianae
- Aphis gerardiae
- Aphis gerardianae
- Aphis glareosae
- Aphis globosa
- Aphis glycines
- Aphis gossypii
- Aphis grandis
- Aphis grata
- Aphis gratiolae
- Aphis gregalis
- Aphis grosmannae
- Aphis grossulariae
- Aphis gutierrezis
- Aphis gypsophilae
- Aphis hamamelidis
- Aphis haroi
- Aphis hasanica
- Aphis healyi
- Aphis hederae
- Aphis hederiphaga
- Aphis hedysari
- Aphis heiei
- Aphis helianthemi
- Aphis heraclicola
- Aphis hermistonii
- Aphis herniariae
- Aphis hieracii
- Aphis hillerislambersi
- Aphis hiltoni
- Aphis hispanica
- Aphis holodisci
- Aphis holoenotherae
- Aphis horii
- Aphis humuli
- Aphis hyperici
- Aphis hypericiphaga
- Aphis hypericiradicis
- Aphis hypochoeridis
- Aphis ichigo
- Aphis ichigocola
- Aphis idaei
- Aphis ilicis
- Aphis illinoisensis
- Aphis impatientis
- Aphis impatiphila
- Aphis impatiradicis
- Aphis incerta
- Aphis indigoferae
- Aphis inedita
- Aphis infrequens
- Aphis introducta
- Aphis intrusa
- Aphis intybi
- Aphis iteae
- Aphis jacobaeae
- Aphis jani
- Aphis janischi
- Aphis jurineae
- Aphis kachkoulii
- Aphis kalopanicis
- Aphis kamtchatica
- Aphis klimeschi
- Aphis kogomecola
- Aphis korshunovi
- Aphis kosarovi
- Aphis kurosawai
- Aphis laciniariae
- Aphis lactucae
- Aphis lambersi
- Aphis lamiorum
- Aphis lantanae
- Aphis leontodontis
- Aphis leonulii
- Aphis lhasaensis
- Aphis lhasartemisiae
- Aphis lichtensteini
- Aphis ligulariae
- Aphis liliophaga
- Aphis limonicola
- Aphis lindae
- Aphis lini
- Aphis linorum
- Aphis lithospermi
- Aphis longicauda
- Aphis longini
- Aphis longirostrata
- Aphis longirostris
- Aphis longisetosa
- Aphis longituba
- Aphis loti
- Aphis lotiradicis
- Aphis lugentis
- Aphis lupinehansoni
- Aphis lupini
- Aphis lupoi
- Aphis lupuli
- Aphis lycopicola
- Aphis lysimachiae
- Aphis maculatae
- Aphis madderae
- Aphis madronae
- Aphis magnoliae
- Aphis magnopilosa
- Aphis malahuina
- Aphis malalhuina
- Aphis mammulata
- Aphis mamonthovae
- Aphis manitobensis
- Aphis marthae
- Aphis masoni
- Aphis mastichinae
- Aphis medicaginis
- Aphis meijigusae
- Aphis melosae
- Aphis mendocina
- Aphis mimuli
- Aphis minima
- Aphis minutissima
- Aphis mirifica
- Aphis mizutakarashi
- Aphis mohelnensis
- Aphis molluginis
- Aphis mongolica
- Aphis montanicola
- Aphis mori
- Aphis mulini
- Aphis mulinicola
- Aphis multiflorae
- Aphis mumfordi
- Aphis mutini
- Aphis myopori
- Aphis myrsinitidis
- Aphis narzikulovi
- Aphis nasturtii
- Aphis neilliae
- Aphis nelsonensis
- Aphis neoartemisiphila
- Aphis neogillettei
- Aphis neomonardae
- Aphis neonewtoni
- Aphis neopolygoni
- Aphis neospiraeae
- Aphis neothalictri
- Aphis neothesii
- Aphis nepetae
- Aphis nerii
- Aphis nevskyi
- Aphis newtoni
- Aphis nigra
- Aphis nigratibialis
- Aphis nivalis
- Aphis nudicauda
- Aphis obiensis
- Aphis ochropus
- Aphis odorikonis
- Aphis oenotherae
- Aphis oestlundi
- Aphis ogilviei
- Aphis onagraphaga
- Aphis ononidis
- Aphis orchidis
- Aphis oregonensis
- Aphis origani
- Aphis ornata
- Aphis oxytropiradicis
- Aphis oxytropis
- Aphis paludicola
- Aphis panzeriae
- Aphis papaveris
- Aphis papillosa
- Aphis paraverbasci
- Aphis parietariae
- Aphis pashtshenkoae
- Aphis passeriniana
- Aphis patagonica
- Aphis patriniae
- Aphis patrinicola
- Aphis patriniphila
- Aphis patvaliphaga
- Aphis pavlovskii
- Aphis pawneepae
- Aphis pediculariphaga
- Aphis pentstemonicola
- Aphis periplocophila
- Aphis pernilleae
- Aphis peucedani
- Aphis peucedanicarvifoliae
- Aphis phaceliae
- Aphis philadelphicola
- Aphis phlojodicarpi
- Aphis picridicola
- Aphis picridis
- Aphis pilosellae
- Aphis pilosicauda
- Aphis plantaginis
- Aphis platylobii
- Aphis pleurospermi
- Aphis podagrariae
- Aphis polemoniradicis
- Aphis pollinaria
- Aphis polygonacea
- Aphis polygonata
- Aphis pomi
- Aphis ponomarenkoi
- Aphis popovi
- Aphis potentillae
- Aphis praeterita
- Aphis proffti
- Aphis propinqua
- Aphis psammophila
- Aphis pseudeuphorbiae
- Aphis pseudocomosa
- Aphis pseudocytisorum
- Aphis pseudolysimachiae
- Aphis pseudopaludicola
- Aphis pseudopulchella
- Aphis pseudovalerianae
- Aphis pulchella
- Aphis pulegii
- Aphis pulsatillae
- Aphis pulsatillaephaga
- Aphis pulsatillicola
- Aphis punicae
- Aphis pyriphaga
- Aphis raji
- Aphis ramona
- Aphis remaudieri
- Aphis reticulata
- Aphis rhamnellae
- Aphis rhamnifila
- Aphis rheicola
- Aphis rhoicola
- Aphis ripariae
- Aphis roberti
- Aphis roepkei
- Aphis roripae
- Aphis rostellum
- Aphis roumanica
- Aphis rubiae
- Aphis rubicola
- Aphis rubicolens
- Aphis rubifolii
- Aphis rubiradicis
- Aphis ruborum
- Aphis rukavishnikovi
- Aphis rumicis
- Aphis rutae
- Aphis salicariae
- Aphis salsolae
- Aphis salviae
- Aphis sambuci
- Aphis sanguisorbae
- Aphis sanguisorbicola
- Aphis saniculae
- Aphis sarothamni
- Aphis sassceri
- Aphis sativae
- Aphis saussurearadicis
- Aphis schilderi
- Aphis schinifoliae
- Aphis schneideri
- Aphis schuhi
- Aphis sedi
- Aphis sediradicis
- Aphis selini
- Aphis sempervivae
- Aphis seneciocrepiphaga
- Aphis senecionicoides
- Aphis senecionis
- Aphis senecioradicis
- Aphis sensoriataeuphorbii
- Aphis septentrionalis
- Aphis serissae
- Aphis serpylli
- Aphis serratularadicis
- Aphis seselii
- Aphis shaposhnikovi
- Aphis sierra
- Aphis silaumi
- Aphis silenephaga
- Aphis silenicola
- Aphis smilacisina
- Aphis smirnovi
- Aphis soan
- Aphis sogdiana
- Aphis solidaginis
- Aphis solidagophila
- Aphis solitaria
- Aphis spiraecola
- Aphis spiraephaga
- Aphis spiraephila
- Aphis stachydis
- Aphis stranvaesiae
- Aphis subnitida
- Aphis subviridis
- Aphis succisae
- Aphis sugadairensis
- Aphis sumire
- Aphis swezeyi
- Aphis symphyti
- Aphis tacita
- Aphis takagii
- Aphis taraxacicola
- Aphis tashevi
- Aphis taukogi
- Aphis tetradymia
- Aphis teucrii
- Aphis thalictri
- Aphis thaspii
- Aphis thecomae
- Aphis thermophila
- Aphis thesii
- Aphis thomasi
- Aphis tirucallis
- Aphis tomenthosi
- Aphis toriliae
- Aphis tormentillae
- Aphis torquens
- Aphis triglochini
- Aphis triglochinis
- Aphis tripolii
- Aphis tsujii
- Aphis typhae
- Aphis ucrainensis
- Aphis ulicis
- Aphis ulmariae
- Aphis umbelliferarum
- Aphis umbrella
- Aphis unaweepiensis
- Aphis urticata
- Aphis utahensis
- Aphis utilis
- Aphis utsigicola
- Aphis uvaeursi
- Aphis vaccinii
- Aphis wahena
- Aphis valerianae
- Aphis vallei
- Aphis varians
- Aphis wartenbergi
- Aphis wellensteini
- Aphis verae
- Aphis veratri
- Aphis verbasci
- Aphis vernoniae
- Aphis veronicicola
- Aphis veroniciphaga
- Aphis verticillatae
- Aphis whiteshellensis
- Aphis viburni
- Aphis viburniphila
- Aphis vineti
- Aphis violae
- Aphis violaeradicis
- Aphis virburniphila
- Aphis viridescens
- Aphis viridissima
- Aphis vitalbae
- Aphis vitexicola
- Aphis viticis
- Aphis vitis
- Aphis vladimirovae
- Aphis xylostei
- Aphis yangbajaingana
- Aphis yomogii
- Aphis zonassa
- Aphis zweigelti